# Der weiße Ballon
Der weiße Ballon (persisch بادکنک سفید Badkonake sefid) ist der Debütfilm des iranischen Regisseurs Jafar Panahi aus dem Jahr 1995, mit dem er bei den Internationalen Filmfestspielen von Cannes mit der Goldenen Kamera ausgezeichnet wurde. Davor hatte der Film schon auf dem 13. Internationalen Fajr-Filmfestival (1373) die Preise für den besten Erstfilm, das beste Drehbuch, die beste Nebendarstellerin und den besten Ton gewonnen.

## Handlung
Die siebenjährige Razieh möchte für das bevorstehende iranische Neujahrsfest (Nouruz) einen schönen Goldfisch kaufen, verliert aber unterwegs das Geld, das sie ihrer Mutter dafür abgebettelt hat. In Echtzeit verfolgt der Zuschauer sie und ihren Bruder Ali, wie die beiden versuchen, das Problem zu lösen. Am Ende ist es ein afghanischer Junge, der Luftballons verkauft, mit dessen Hilfe sie das Geld wieder bekommen. Während sie sich nach dem Kauf des Goldfisches auf den Heimweg machen, sieht man den Jungen mit dem weißen Ballon, dem letzten, den er nicht verkaufen konnte, alleine am Straßenrand sitzen – im Gegensatz zu Razieh und Ali hat er kein Zuhause, wo er den Anbruch des neuen Jahres feiern könnte.

## Hintergrund
Panahi hatte einen Kurzfilm geplant, wurde aber von Abbas Kiarostami, bei dem er studiert und für den er als Assistent gearbeitet hatte, ermuntert, einen Langfilm zu machen. Kiarostami unterstützte Panahi, indem er das Drehbuch für den Langfilm schrieb.
Die meisten Darsteller in diesem Film sind Laien, die der Regisseur persönlich gecastet hat. Die Hauptdarstellerin hat er z. B. in einer Grundschule gefunden, der Darsteller des Soldaten ist eigentlich Student und der Fischverkäufer wird von einem echten Fischverkäufer aus Rascht gespielt.

## Auszeichnungen
Internationales Fajr-Filmfestival 1994
- Bester Erstfilm
- Bestes Drehbuch
- Beste Nebendarstellerin
- Bester Ton

Filmfestspiele von Cannes 1995
- Goldene Kamera
- Nominierung in der Kategorie Directors' Fortnight

São Paulo International Film Festival 1995
- International Jury Award

Tokyo International Film Festival 1995
- Gold Award

Torino Film Festival 1995
- Nominierung als Best Feature Film

Valladolid International Film Festival 1995
- Nominierung als Best Film

Cinéfest Sudbury 1995
- Best International Film

New York Film Critics Circle Awards 1996
- Best Foreign Language Film

Pusan International Film Festival 1996
- New Currents Award